# Гончаров Микола Іванович
Микола Гончаров (біл. Мікола Ганчароў; нар. 8 травня 1934, с. Запілля, Білоруська РСР — 25 листопада 1991, Мінськ) — білоруський письменник, графік, мистецтвознавець.

## Біографія
Народився в селянській родині. У 1954 році закінчив Вітебське художньо-графічне училище, у 1959 році — Московський поліграфічний інститут. У 1961—62 роках працював у дитячій редакції Білоруського радіо, у 1962—63 роках — молодшим науковим співробітником Інституту мистецтвознавства, етнографії та фолькльору АН Білоруської РСР, з 1963 року — головним художником Держкомвидаву БРСР.
Поетичний дебют відбувся у 1955 році. Автор книг з переважно дитячими віршами, які перекладені на вірменську, молдавську, таджицьку, узбецьку, українську та естонську мови. Від 1971 року — член Спілки художників СРСР та Спілки журналістів СРСР. Нагороджений Почесною грамотою Президії Верховної ради Білоруської РСР, дипломом Ф. Скорини (1978), лавреат Всесоюзного конкурсу «Мистецтво книги» (1979, 1981). Проживав у Мінську.